# مسجد محمد آغا (اليونان)
مسجد محمد آغا (باليونانية: Μεχμέτ Αγά Τζαμί)‏، من (بالتركية: Mehmet Ağa Camii)‏: هو مسجد تاريخي من العصر العثماني يقع في رودس إحدى الجزر الإيجية، اليونان. تم بناؤه في أوائل القرن التاسع عشر، وهو غير مفتوح للعبادة كمعظم المساجد الأخرى في الجزيرة. يقع في مكان بارز في شارع سقراطوس في المركز التجاري لمدينة رودس؛ التي تعود للقرون الوسطى.

## التاريخ
مر مسجد محمد آغا بمراحل عديدة من التطور طيلة وجوده، سواء فيما يتعلق بعناصره المعمارية أو الزخرفية أو النقوشية أو غيرها. تم بناؤه في موقع مسجد قديم مدمر في 1819، وتم تجديده على نطاق واسع في 1875 بعد زلزال هيراكليون 1856. تعرض لأضرار بالغة خلال الحرب العالمية الثانية، تم إجراء ترميم له في 1948. في سبعينيات القرن العشرين، تمت إزالة المئذنة والشرفة، حيث كانتا في حالة سيئة. تضمنت أعمال التجديد التي تمت في 2004 إعادة بناء هذين العنصرين.
يعتبر المسجد العثماني الأكثر شعبية في رودس، وذلك لخصائصه ومظهره المميز.

## أنظر أيضا
- الإسلام في اليونان
- قائمة المساجد السابقة في اليونان
- قائمة مساجد اليونان
- مسجد إبراهيم باشا (رودس)